# 루이스 하워드 래티머

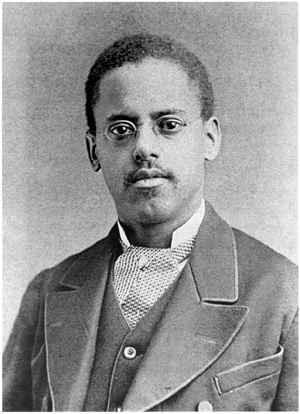

루이스 하워드 래티머(Lewis Howard Latimer, 1848년 9월 4일 ~ 1928년 12월 11일)는 미국의 발명가이다.
특허회사에 근무하면서 독학으로 제도 기술과 기계도면을 익혀 1870년대 중반에는 알렉산더 그레이엄 벨이 특허를 획득한 전화의 도면을 그렸다. 1880년에 백열등의 수명을 크게 개선한 탄소 필라멘트의 특허를 획득했다. 또한 뉴욕과 필라델피아, 캐나다의 몬트리올, 런던 등지의 전기조명시스템 설치를 감독했다. 1885년엔 토마스 에디슨 주위에서 일하였다.